# Ao no Exorcist
Ao no Exorcist (jap. 青の祓魔師 Ao no ekusoshisuto; dosł. „Błękitny egzorcysta”; znana również pod tytułem Blue Exorcist) – shōnen-manga autorstwa Kazue Katō, publikowana na łamach magazynu „Jump Square” wydawnictwa Shūeisha od kwietnia 2009.
Na podstawie mangi studio A-1 Pictures wyprodukowało serial anime, który emitowano od kwietnia do października 2011. Drugi sezon, zatytułowany Blue Exorcist: Kyoto Saga, był emitowany od stycznia do marca 2017. Trzeci sezon, zatytułowany Ao no Exorcist: Shimane Illuminati-hen, został wyprodukowany przez Studio VOLN. Jego emisja rozpoczęła w styczniu i zakończyła w marcu 2024. Premiera czwartego sezonu, zatytułowanego Yuki no hate-hen, odbyła się w październiku 2024.
W Polsce manga jest wydawana przez wydawnictwo Waneko, a anime zostało udostępnione za pośrednictwem platformy Netflix.

## Fabuła
Rin Okumura, piętnastolatek posiadający nadnaturalną siłę i wytrzymałość, wraz z młodszym bratem bliźniakiem Yukio jest wychowywany przez księdza Shiro Fujimoto. Wkrótce po tym, jak Yukio otrzymuje wiadomość o otrzymaniu stypendium w prestiżowej Akademii Prawdziwego Krzyża, Rin dowiaduje się, że zarówno on, jak i jego brat są synami Szatana, najpotężniejszego z demonów. Jednak tylko Rin odziedziczył demoniczne moce, co sprowadza na niego wiele kłopotów – demony chcą go pokonać i zabić, albo zabrać wraz ze sobą do Gehenny, świata demonów. Shiro ginie, chroniąc Rina przed Szatanem, a chłopak posuwa się do ostatecznego kroku (czego Fujimoto mu zabraniał): obnaża miecz Kurikara, co ujawnia wszystkie demoniczne cechy Rina. Od tej pory, z każdym wysunięciem miecza z pochwy, uszy Rina stają się mocno wydłużone i spiczaste, zęby – ostre, wyrasta mu ogon, a ciało pokrywają błękitne płomienie, – symbol mocy Szatana – które niszczą wszystko na swojej drodze. Na pogrzebie Shiro chłopak spotyka Mephisto Phelesa, przyjaciela Shiro, który przekonany przez Rina, pozwala mu uczęszczać do Akademii Prawdziwego Krzyża, (której jest dyrektorem i która tak naprawdę jest japońską filią Zakonu Prawdziwego Rycerskiego Krzyża, zwalczającą demony), gdzie Rin będzie mógł uczyć się fachu egzorcysty, aby zemścić się za śmierć Fujimoto. Zadaniem egzorcystów jest obrona mieszkańców Assiah, czyli świata ludzi przed potworami z Gehenny, świata demonów. Rin oprócz normalnych zajęć uczęszcza także na specjalny kurs dla egzorcystów, w którym bierze udział kilku innych uczniów, a gdzie, ku jego zdumieniu, wykładowcą jest jego brat Yukio, jako doświadczony egzorcysta.

## Bohaterowie
Rin Okumura (jap. 奥村 燐 Okumura Rin)
Seiyū: Nobuhiko Okamoto 
Yukio Okumura (jap. 奥村 雪男 Okumura Yukio)
Seiyū: Jun Fukuyama 
Ryuji Suguro (jap. 勝呂 竜士 Suguro Ryūji)
Seiyū: Kazuya Nakai 
Shiemi Moriyama (jap. 杜山 しえみ Moriyama Shiemi)
Seiyū: Kana Hanazawa 
Izumo Kamiki (jap. 神木 出雲 Kamiki Izumo)
Seiyū: Eri Kitamura 
Konekomaru Miwa (jap. 三輪 子猫丸 Miwa Konekomaru)
Seiyū: Yūki Kaji 
Shura Kirigakure (jap. 霧隠 シュラ Kirigakure Shura)
Seiyū: Rina Satō 
Mephisto Pheles (jap. メフィスト・フェレス Mefisuto Feresu)
Seiyū: Hiroshi Kamiya 
Renzō Shima (jap. 志摩 廉造 Shima Renzō)
Seiyū: Kōji Yusa 
Shiro Fujimoto (jap. 藤本 獅郎 Fujimoto Shirō)
Seiyū: Keiji Fujiwara (1. seria), Hiroaki Hirata (2. seria) 
Amaimon (jap. アマイモン Amaimon)
Seiyū: Tetsuya Kakihara 
Igor Neuhaus (jap. イゴール・ネイガウス Igōru Neigaus)
Seiyū: Ryōtarō Okiayu 
Arthur Auguste Angel (jap. アーサー・オーギュスト・エンジェル Āsā Ōgyusuto Enjeru)
Seiyū: Daisuke Ono 
Kuro (jap. クロ)
Seiyū: Ayahi Takagaki 
Tatsuma Suguro (jap. 勝呂達磨 Suguro Tatsuma)
Seiyū: Takashi Inagaki 
Jūzō Shima (jap. 志摩柔造 Shima Jūzō)
Seiyū: Katsuyuki Konishi 
Kinzō Shima (jap. 志摩金造 Shima Kinzō)
Seiyū: Kishō Taniyama 
Mamushi Hōjō (jap. 宝生蝮 Hōjō Mamushi)
Seiyū: M.A.O 
Saburōta Tōdō (jap. 藤堂三郎太 Tōdō Saburōta)
Seiyū: Kazuhiro Yamaji 

## Manga
Autorką scenariusza oraz rysunków do mangi Ao no Exorcist jest Kazue Katō. Kolejne rozdziały pojawiają się w magazynie „Jump SQ” wydawnictwa Shūeisha od 4 kwietnia 2009.
W sierpniowym numerze „Jump SQ.” w 2021 roku ogłoszono, że nastąpi przerwa w publikacji mangi na kolejnych osiem miesięcy, aż do kwietnia 2022, ponieważ autorka zajmie się komiksową adaptacją powieści Fuyumi Ono pt. Eizen karu ka ya kaiitan (jap. 営繕かるかや怪異譚). W marcowym numerze czasopisma „Jump SQ.” podano do informacji, że pomimo wcześniejszych zapowiedzi publikacja mangi zostanie wznowiona dopiero w czerwcowym numerze, który zostanie wydany na początku maja 2022.
Pierwowzorem serii był one-shot autorki zatytułowany Co zdarzyło się w rezydencji Miyamauguisu (jap. 深山鶯邸事件 Miyamauguisu-tei jiken). Został on wydany później razem z innymi one-shotami tej autorki w zbiorze Time Killers w 2011 roku przez wydawnictwo Shūeisha. Tom ten został wydany w Polsce przez Waneko 26 lutego 2015.
Viz Media otrzymało licencję na wydawanie tej mangi w Ameryce Północnej. Licencję na wydawanie mangi otrzymało również francuskie wydawnictwo Kazé Manga.
W Polsce manga jest wydawana przez wydawnictwo Waneko.

### Spin-off
Powstał także spin-off zilustrowany przez Minoru Sasaki zatytułowany Salaryman Exorcist: Okumura Yukio no aishū (jap. サラリーマン祓魔師 奥村雪男の哀愁 Sararīman ekusoshisuto Okumura Yukio no aishū). Seria była publikowana w magazynie „Jump SQ.19” od 19 kwietnia 2013 do 19 lutego 2015, kiedy to zaprzestano publikacji czasopisma. Następnie została przeniesiona do „Jump Square”, gdzie ukazywała się do 3 kwietnia 2020. Jej rozdziały zostały zebrane w 4 tomach, wydawanych od 4 lutego 2015 do 4 czerwca 2020.

## Anime
Animowana adaptacja mangi została zapowiedziana w dniu 27 listopada 2010 na oficjalnej stronie „Jump Square”. Anime zostało wyprodukowane przez studio A-1 Pictures i wyreżyserowane przez Tensaia Okamurę. Scenariusz napisał Ryota Yamaguchi, postacie zaprojektował Keigo Sasaki, a muzykę skomponował Hiroyuki Sawano. Pierwotnie seria miała być emitowana od 10 kwietnia 2011 na kanale MBS, jednakże w związku z trzęsieniem ziemi oraz tsunami, które miały miejsce 11 marca 2011 emisję przesunięto na 17 kwietnia. Ostatni odcinek wyemitowano 2 października 2011.
W czerwcu 2016 zapowiedziano drugi sezon zatytułowany Blue Exorcist: Kyoto Saga. Reżyserią zajął się Koichi Hatsumi, scenariusz napisał Toshiya Ōno, a muzykę skomponowali Hiroyuki Sawano i Kohta Yamamoto. Za animację ponownie odpowiadało studio A-1 Pictures. Sezon ten był emitowany od 7 stycznia do 25 marca 2017.
W grudniu 2022 ogłoszono, że anime otrzyma kolejny serial telewizyjny. Później ujawniono, że produkcja będzie nosić tytuł Ao no Exorcist: Shimane Illuminati-hen oraz będzie adaptacją tomów 10–15 oryginalnej mangi. Serial został wyprodukowany przez Studio VOLN i wyreżyserowany przez Daisuke Yoshidę. Scenariusz napisał Toshiya Ōno, projektami postaci zajęła się Yurie Oohigashi, a muzykę ponownie skomponowali Hiroyuki Sawano i Kohta Yamamoto. Premiera odbyła się 7 stycznia 2024 w Tokyo MX i innych stacjach. Ostatni odcinek wyemitowano 24 marca 2024.
24 marca 2024 zapowiedziano powstanie czwartego sezonu. Później ogłoszono, że będzie się on składać z dwóch części: pierwsza, zatytułowana, Yuki no hate-hen, była emitowana od 6 października do 22 grudnia 2024, natomiast premiera drugiej, zatytułowanej Yosuga-hen, odbyła się 5 stycznia 2025.
W Polsce dwa pierwsze sezony zostały udostępnione z polskimi napisami za pośrednictwem platformy Netflix pod tytułami kolejno Blue Exorcist oraz Blue Exorcist: Kyoto Saga.

### Ścieżka dźwiękowa
| Sezon          | Odcinki  | Tytuł                               | Wykonawcy         | Źródło   |
| Czołówka       | Czołówka | Czołówka                            | Czołówka          | Czołówka |
| -------------- | -------- | ----------------------------------- | ----------------- | -------- |
| 1              | 1–12     | „Core Pride”                        | UVERworld         | [ 32 ]   |
| 1              | 13–25    | „In My World”                       | ROOKiEZ is PUNK’D | [ 20 ]   |
| 2              | 1–12     | „Itteki no eikyō” (jap. 一滴の影響) | UVERworld         | [ 33 ]   |
| 3              | 1–12     | „Eye’s Sentry”                      | UVERworld         | [ 34 ]   |
| 4              | 1–12     | „Re Rescue”                         | Reol              | [ 35 ]   |
| Napisy końcowe |          |                                     |                   |          |
| 1              | 1–12     | „Take Off”                          | 2PM               | [ 36 ]   |
| 1              | 13–25    | „Wired Life”                        | Meisa Kuroki      | [ 20 ]   |
| 2              | 1–12     | „Kono te de” (jap. コノ手デ)        | Rin Akatsuki      | [ 33 ]   |
| 3              | 1–12     | „Gakkyū nisshi” (jap. 学級日誌)     | Mulasaki-Ima      | [ 27 ]   |
| 4              | 1–12     | „Tsurara” (jap. ツララ)             | Yobahi            | [ 29 ]   |

### Lista odcinków

#### Blue Exorcist
Pierwszy odcinek OVA, który otrzymał numer 11.5, został dołączony do wydania DVD piątej płyty z odcinkami serii pierwszej (zawierającej odcinki 12 i 13).
| N/o | Tytuł odcinka                                                                        | Premiera                           |
| --- | ------------------------------------------------------------------------------------ | ---------------------------------- |
| 1   | Diabeł mieszka w ludzkiej duszy Akuma wa hito no kokoro ni sumu (悪魔は人の心に棲む) | 17 kwietnia 2011                   |
| 2   | Wrota Gehenny Gehena gēto (虚無界の門)                                               | 24 kwietnia 2011                   |
| 3   | Bracia Ani to otōto (兄と弟)                                                         | 1 maja 2011                        |
| 4   | Ogród Amahara Amahara no niwa (天空の庭)                                             | 8 maja 2011                        |
| 5   | Dziecko Przeklętej Świątyni Tatari-dera no ko (祟り寺の子)                           | 15 maja 2011                       |
| 6   | Upiorna kuchnia Maboroshi no ryōrinin (まぼろしの料理人)                             | 22 maja 2011                       |
| 7   | Stado siewek Tomochidori (友千鳥)                                                    | 29 maja 2011                       |
| 8   | Był pewien chory Koko ni yameru mono ari (此に病める者あり)                          | 5 czerwca 2011                     |
| 9   | Wspomnienia Omoide (おもひで)                                                        | 12 czerwca 2011                    |
| 10  | Czarny kot Ketto Shī (黒猫)                                                          | 19 czerwca 2011                    |
| 11  | Demon z głębin Shinkai no Akuma (深海の悪魔)                                         | 26 czerwca 2011                    |
| 12  | Zabawa w berka Onigokko (鬼事)                                                       | 3 lipca 2011                       |
| 13  | Dowód Shōmei (証明)                                                                  | 10 lipca 2011                      |
| 14  | Obóz Tanoshii kyanpu (愉しいキャンプ)                                                | 17 lipca 2011                      |
| 15  | Akt dobroci Yasashii koto (やさしい事)                                               | 24 lipca 2011                      |
| 16  | Zakład Kake (賭)                                                                     | 31 lipca 2011                      |
| 17  | Pokusa Yūwaku (誘惑)                                                                 | 7 sierpnia 2011                    |
| 18  | Gufu Gufū (颶風)                                                                     | 14 sierpnia 2011                   |
| 19  | Zwykły dzień Nandemonai hi (なんでもない日)                                          | 21 sierpnia 2011                   |
| 20  | Maska Kamen (假面)                                                                   | 28 sierpnia 2011                   |
| 21  | Tajemniczy ogród Himitsu no hanazono (秘密の花園)                                    | 4 września 2011                    |
| 22  | Polowanie na demony Akuma-Gari (悪魔狩り)                                            | 11 września 2011                   |
| 23  | Prawda Shinjitsu (真実)                                                              | 18 września 2011                   |
| 24  | Potomek szatana Majin no rakuin (魔神の落胤)                                         | 25 września 2011                   |
| 25  | Chwilo, trwaj Toki yo tomare (時よ止まれ)                                            | 2 października 2011                |
| OVA | Kuro no iede (クロの家出)                                                            | 26 października 2011 (DVD/Blu-Ray) |

#### Blue Exorcist: Kyoto Saga
Do wydania specjalnego 19. tomu mangi, wydanego 4 kwietnia 2017, dołączono odcinek OVA. Kolejny odcinek OVA został dołączony do 20. tomiku mangi, który został wydany 4 października 2017. Stanowi on ekranizację tytułowej opowieści ze zbioru opowiadań Ao no Exorcist: Spy Game (jap. 青の祓魔師 スパイ・ゲーム).
| N/o | Tytuł odcinka                                      | Premiera                  |
| --- | -------------------------------------------------- | ------------------------- |
| 1   | Skromne początki Kōshi ranshō (嚆矢濫觴)           | 7 stycznia 2017           |
| 2   | Dziwna para Goetsu doushū (呉越同舟)               | 14 stycznia 2017          |
| 3   | Wszystko wygląda podejrzanie Gishinanki (疑心暗鬼) | 21 stycznia 2017          |
| 4   | Akt zdrady Haishin kigi (背信棄義)                 | 28 stycznia 2017          |
| 5   | Tajemnicze związki Aienkien (合縁奇縁)             | 4 lutego 2017             |
| 6   | Wilk w owczej skórze Menrihōshin (綿裏包針)        | 11 lutego 2017            |
| 7   | Jak płonący jasno ogień Kienbanjō (気炎万丈)       | 18 lutego 2017            |
| 8   | Z ojca na syna Fushi Sōden (父子相伝)              | 25 lutego 2017            |
| 9   | Na dobre i na złe Setchūshōhaku (雪中松柏)         | 4 marca 2017              |
| 10  | Nieugiętość i niezłomność Futōfukutsu (不撓不屈)   | 11 marca 2017             |
| 11  | Świecić jasno jak słońce Kōkisanzen (光輝燦然)     | 18 marca 2017             |
| 12  | Z ręką na sercu Kyoshintankai (虚心坦懐)           | 25 marca 2017             |
| OVA | Hebi to doku (蛇と毒)                              | 4 kwietnia 2017 (DVD)     |
| OVA | Spy Game Supai gēmu (スパイ・ゲーム)               | 4 października 2017 (DVD) |

## Film kinowy
W wydaniu magazynu „Jump Square” z listopada 2011, ogłoszono, że seria otrzyma film anime. W marcu 2012 poinformowano, że za produkcję odpowiadać będzie studio A-1 Pictures, reżyserią zajmie się Atsushi Takahashi, scenariusz napisze Reiko Yoshida, postacie zaprojektuje Keigo Sasaki, a dyrektorem artystycznym będzie Shinji Kimura. Film, zatytułowany Ao no Exorcist gekijōban (jap. 青の祓魔師 劇場版 Ao no ekusoshisuto gekijōban), został wydany w japońskich kinach 28 grudnia 2012.

## Odbiór
W listopadzie 2016 manga liczyła ponad 15 milionów egzemplarzy w obiegu, a do grudnia 2022 liczba ta wzrosła do 25 milionów egzemplarzy.